# Tour de France 1983
Le Tour de France 1983 est la 70e édition du Tour de France, course cycliste qui s'est déroulée du 1er juillet au 24 juillet 1983 sur 22 étapes et un prologue pour 3 809 km. Le départ a lieu à Fontenay-sous-Bois ; l'arrivée se juge aux Champs-Élysées à Paris. En l'absence de Bernard Hinault blessé, Laurent Fignon y remporte le premier de ses deux succès dans l'épreuve. Ce dernier a en outre remporté le dernier contre-la-montre à Dijon, mais aussi bénéficié de la chute de Pascal Simon, maillot jaune sur les épaules, blessé à l'omoplate.

## Généralités
- Le départ du Tour a lieu à Fontenay-sous-Bois, l'arrivée finale se juge aux Champs-Élysées à Paris.
- Le Tour de France est le premier grand Tour "Open"[n 1] disputé. Même si l'objectif était d'inciter les sélections nationales d'Europe de l'Est à venir se confronter aux équipes professionnelles d'Europe de l'Ouest, une seule équipe nationale amateur participe à l'épreuve. Mais elle n'est pas européenne puisque c'est une formation colombienne, emmenée par Alfonso Flórez et sponsorisée par les piles Varta qui se présente au départ.
- 14 formations de dix coureurs prennent le départ. Aucune n'arrivera au complet à Paris.
- Bernard Hinault, vainqueur du Tour en 1978, 1979, 1981 et 1982, n'est pas au départ de cette édition.
- Pascal Simon, maillot jaune, chute et se fracture l'omoplate lors de la 11e étape. Il repart et conserve néanmoins le maillot jaune, lutte dans la douleur pendant une semaine, mais doit finalement abandonner dans la 17e, la première grande étape des Alpes.
- Lors de la 16e étape, Henk Lubberding et Michel Laurent sont au coude-à-coude pour la victoire d'étape. À quelques mètres de la ligne d'arrivée Lubberding pousse son adversaire qui finit dans les barrières ce qui lui cause une fracture de la main. Il franchit la ligne, conspué par le public, et est immédiatement déclassé au profit de Laurent (qui, le temps de se relever, n’avait finalement franchi la ligne qu'en septième position).
- Laurent Fignon remporte l'épreuve pour sa première participation.
- Moyenne du vainqueur : 36,23 km/h

## Résumé de la course

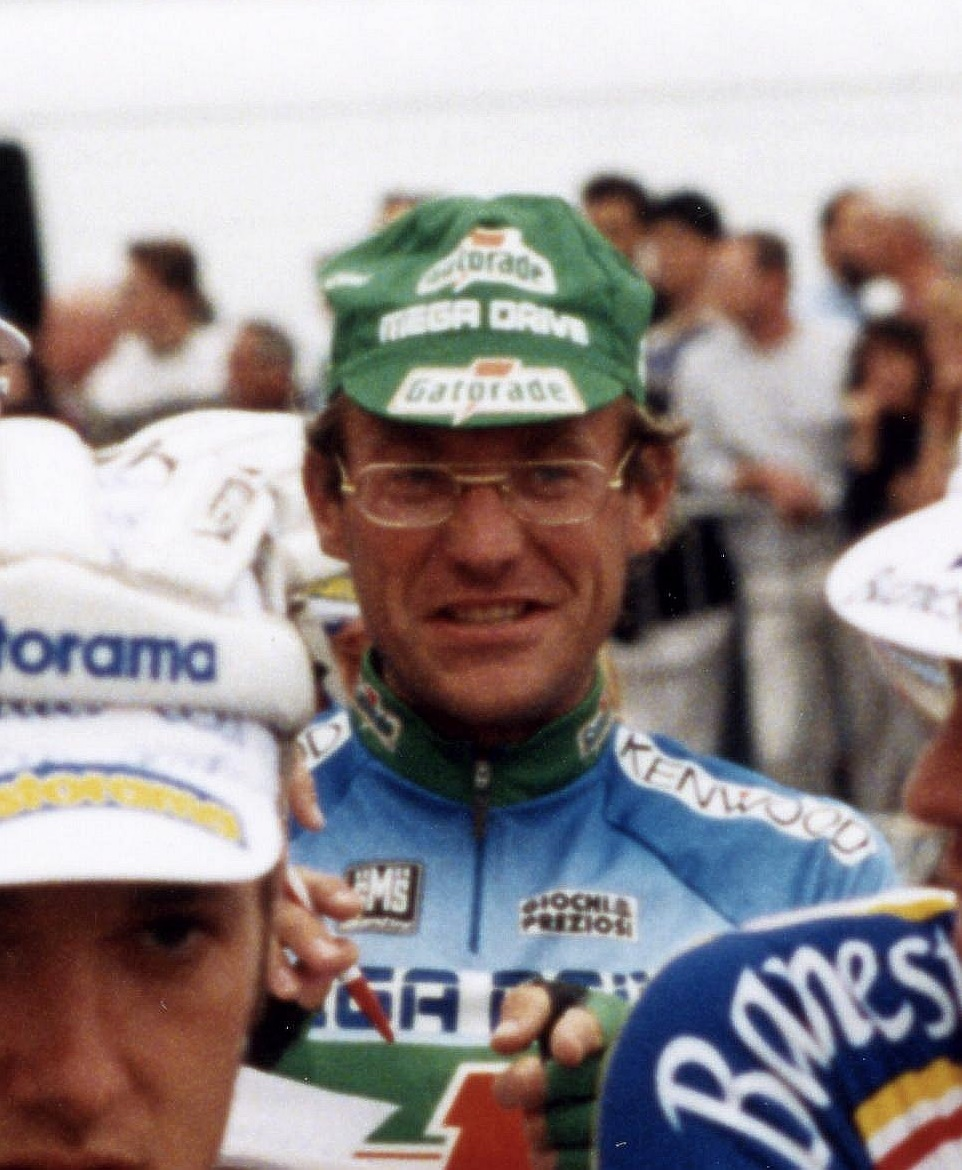
Laurent Fignon, le vainqueur de la course.

Pour la première fois le Tour est "open" et peut accueillir les amateurs colombiens. En l'absence de Bernard Hinault, l'épreuve est la plus ouverte de ces dix dernières années. On reparle de Joop Zoetemelk et Lucien Van Impe mais c'est Pascal Simon qui surprend et prend un avantage qui aurait pu être décisif dans les Pyrénées mais il se fracture l'épaule le lendemain lors d'une chute et abandonne une semaine plus tard. Laurent Fignon, jeune coureur de 23 ans, le plus régulier sur tous les terrains, remporte la dernière étape contre la montre à Dijon et le Tour 1983 pour sa première participation.

## Étapes
| Étape,    | Date        | Villes étapes                             |                                         | Distance (km)    | Vainqueur d’étape   | Leader du classement général |
| --------- | ----------- | ----------------------------------------- | --------------------------------------- | ---------------- | ------------------- | ---------------------------- |
| Prologue  | 1er juillet | Fontenay-sous-Bois – Fontenay-sous-Bois   | Contre-la-montre individuel             | 5,5              | Eric Vanderaerden   | Eric Vanderaerden            |
| 1re étape | 2 juillet   | Nogent-sur-Marne – Créteil                | Étape de plaine                         | 163              | Frits Pirard        | Eric Vanderaerden            |
| 2e étape  | 3 juillet   | Soissons – Fontaine-au-Pire               | Contre-la-montre par équipes            | 100              | Coop-Mercier-Mavic  | Jean-Louis Gauthier          |
| 3e étape  | 4 juillet   | Valenciennes – Roubaix                    | Étape accidentée                        | 152              | Rudy Matthijs       | Kim Andersen                 |
| 4e étape  | 5 juillet   | Roubaix – Le Havre                        | Étape de plaine                         | 300              | Serge Demierre      | Kim Andersen                 |
| 5e étape  | 6 juillet   | Le Havre – Le Mans                        | Étape de plaine                         | 257              | Dominique Gaigne    | Kim Andersen                 |
| 6e étape  | 7 juillet   | Châteaubriant – Nantes                    | Contre-la-montre individuel             | 58,5             | Bert Oosterbosch    | Kim Andersen                 |
| 7e étape  | 8 juillet   | Nantes – Île d'Oléron - Charente-Maritime | Étape de plaine                         | 216              | Riccardo Magrini    | Kim Andersen                 |
| 8e étape  | 9 juillet   | La Rochelle – Bordeaux                    | Étape de plaine                         | 222              | Bert Oosterbosch    | Kim Andersen                 |
| 9e étape  | 10 juillet  | Bordeaux – Pau                            | Étape de plaine                         | 207              | Philippe Chevallier | Sean Kelly                   |
| 10e étape | 11 juillet  | Pau – Bagnères-de-Luchon                  | Étape de montagne                       | 201              | Robert Millar       | Pascal Simon                 |
| 11e étape | 12 juillet  | Bagnères-de-Luchon – Fleurance            | Étape de plaine                         | 177              | Régis Clère         | Pascal Simon                 |
| 12e étape | 13 juillet  | Fleurance – Roquefort-sur-Soulzon         | Étape de plaine                         | 261              | Kim Andersen        | Pascal Simon                 |
| 13e étape | 14 juillet  | Roquefort-sur-Soulzon – Aurillac          | Étape accidentée                        | 210              | Henk Lubberding     | Pascal Simon                 |
| 14e étape | 15 juillet  | Aurillac – Issoire                        | Étape accidentée                        | 249              | Pierre Le Bigaut    | Pascal Simon                 |
| 15e étape | 16 juillet  | Clermont-Ferrand – Puy de Dôme            | Contre-la-montre individuel             | 15,6             | Ángel Arroyo        | Pascal Simon                 |
| 16e étape | 17 juillet  | Issoire – Saint-Étienne                   | Étape accidentée                        | 144,5            | Michel Laurent      | Pascal Simon                 |
| 17e étape | 18 juillet  | La Tour-du-Pin – L'Alpe d'Huez            | Étape de montagne                       | 223              | Peter Winnen        | Laurent Fignon               |
|           | 19 juillet  | L'Alpe d'Huez                             | Jour de repos                           | Journée de repos | Journée de repos    | Journée de repos             |
| 18e étape | 20 juillet  | Le Bourg-d'Oisans – Morzine               | Étape de montagne                       | 247              | Jacques Michaud     | Laurent Fignon               |
| 19e étape | 21 juillet  | Morzine – Avoriaz                         | Contre-la-montre individuel en montagne | 15               | Lucien Van Impe     | Laurent Fignon               |
| 20e étape | 22 juillet  | Morzine – Dijon                           | Étape de plaine                         | 291              | Philippe Leleu      | Laurent Fignon               |
| 21e étape | 23 juillet  | Dijon – Dijon                             | Contre-la-montre individuel             | 50               | Laurent Fignon      | Laurent Fignon               |
| 22e étape | 24 juillet  | Alfortville – Paris - Champs-Élysées      | Étape de plaine                         | 195              | Gilbert Glaus       | Laurent Fignon               |

## Classements

### Classement général final
| Classement général | Classement général      | Classement général | Classement général            | Classement général  |
|                    | Coureur                 | Pays               | Équipe                        | Temps               |
| ------------------ | ----------------------- | ------------------ | ----------------------------- | ------------------- |
| 1er                | Laurent Fignon          | France             | Renault-Elf                   | en 105 h 7 min 52 s |
| 2e                 | Ángel Arroyo            | Espagne            | Reynolds                      | + 4 min 4 s         |
| 3e                 | Peter Winnen            | Pays-Bas           | TI-Raleigh-Campagnolo         | + 4 min 9 s         |
| 4e                 | Lucien Van Impe         | Belgique           | Metauro Mobili-Pinarello (es) | + 4 min 16 s        |
| 5e                 | Robert Alban            | France             | La Redoute-Motobécane         | + 7 min 53 s        |
| 6e                 | Jean-René Bernaudeau    | France             | Wolber-Spidel                 | + 8 min 59 s        |
| 7e                 | Sean Kelly              | Irlande            | Sem-Reydel-Mavic              | + 12 min 9 s        |
| 8e                 | Marc Madiot             | France             | Renault-Elf                   | + 14 min 55 s       |
| 9e                 | Phil Anderson           | Australie          | Peugeot-Shell-Michelin        | + 16 min 56 s       |
| 10e                | Henk Lubberding         | Pays-Bas           | TI-Raleigh-Campagnolo         | + 18 min 55 s       |
| 11e                | Joaquim Agostinho       | Portugal           | Sem-Reydel-Mavic              | + 19 min 0 s        |
| 12e                | Jonathan Boyer          | États-Unis         | Sem-Reydel-Mavic              | + 19 min 57 s       |
| 13e                | Stephen Roche           | Irlande            | Peugeot-Shell-Michelin        | + 21 min 30 s       |
| 14e                | Robert Millar           | Royaume-Uni        | Peugeot-Shell-Michelin        | + 23 min 29 s       |
| 15e                | Pedro Delgado           | Espagne            | Reynolds                      | + 25 min 44 s       |
| 16e                | Edgar Corredor          | Colombie           | Colombia-Varta                | + 26 min 8 s        |
| 17e                | José Patrocinio Jiménez | Colombie           | Colombia-Varta                | + 28 min 5 s        |
| 18e                | Claude Criquielion      | Belgique           | Splendor-Euro Shop            | + 33 min 29 s       |
| 19e                | Jacques Michaud         | France             | Coop-Mercier-Mavic            | + 35 min 34 s       |
| 20e                | Christian Seznec        | France             | Wolber-Spidel                 | + 39 min 49 s       |
| 21e                | Pierre Bazzo            | France             | Coop-Mercier-Mavic            | + 40 min 34 s       |
| 22e                | Beat Breu               | Suisse             | Cilo-Aufina                   | + 43 min 53 s       |
| 23e                | Joop Zoetemelk          | Pays-Bas           | Coop-Mercier-Mavic            | + 47 min 40 s       |
| 24e                | Éric Caritoux           | France             | Sem-Reydel-Mavic              | + 52 min 56 s       |
| 25e                | Jean-Luc Vandenbroucke  | Belgique           | La Redoute-Motobécane         | + 54 min 8 s        |
| modifier           |                         |                    |                               |                     |

### Classements annexes finals
| Classement par points, | Classement par points, | Classement par points, | Classement par points,        | Classement par points, |
| ---------------------- | ---------------------- | ---------------------- | ----------------------------- | ---------------------- |
|                        | Coureur                | Pays                   | Équipe                        | Point(s)               |
| 1er                    | Sean Kelly             | Irlande                | Sem-Reydel-Mavic              | 360 points             |
| 2e                     | Frits Pirard           | Pays-Bas               | Metauro Mobili-Pinarello (es) | 144 pts                |
| 3e                     | Laurent Fignon         | France                 | Renault-Elf                   | 126 pts                |
| 4e                     | Gilbert Glaus          | Suisse                 | Cilo-Aufina                   | 122 pts                |
| 5e                     | Pierre Le Bigaut       | France                 | Coop-Mercier-Mavic            | 103 pts                |
| 6e                     | Henk Lubberding        | Pays-Bas               | TI-Raleigh-Campagnolo         | 101 pts                |
| 7e                     | Phil Anderson          | Australie              | Peugeot-Shell-Michelin        | 97 pts                 |
| 8e                     | Adrie van der Poel     | Pays-Bas               | Jacky Aernoudt-Rossin         | 96 pts                 |
| 9e                     | Kim Andersen           | Danemark               | Coop-Mercier-Mavic            | 93 pts                 |
| 10e                    | Serge Demierre         | Suisse                 | Cilo-Aufina                   | 84 pts                 |
| modifier               |                        |                        |                               |                        |

| Classement du meilleur grimpeur, | Classement du meilleur grimpeur, | Classement du meilleur grimpeur, | Classement du meilleur grimpeur, | Classement du meilleur grimpeur, |
| -------------------------------- | -------------------------------- | -------------------------------- | -------------------------------- | -------------------------------- |
|                                  | Coureur                          | Pays                             | Équipe                           | Point(s)                         |
| 1er                              | Lucien Van Impe                  | Belgique                         | Metauro Mobili-Pinarello (es)    | 272 points                       |
| 2e                               | José Patrocinio Jiménez          | Colombie                         | Colombia-Varta                   | 195 pts                          |
| 3e                               | Robert Millar                    | Royaume-Uni                      | Peugeot-Shell-Michelin           | 157 pts                          |
| 4e                               | Pedro Delgado                    | Espagne                          | Reynolds                         | 133 pts                          |
| 5e                               | Jean-René Bernaudeau             | France                           | Wolber-Spidel                    | 125 pts                          |
| 6e                               | Ángel Arroyo                     | Espagne                          | Reynolds                         | 121 pts                          |
| 7e                               | Jacques Michaud                  | France                           | Coop-Mercier-Mavic               | 117 pts                          |
| 8e                               | Edgar Corredor                   | Colombie                         | Colombia-Varta                   | 110 pts                          |
| 9e                               | Peter Winnen                     | Pays-Bas                         | TI-Raleigh-Campagnolo            | 105 pts                          |
| 10e                              | Laurent Fignon                   | France                           | Renault-Elf                      | 81 pts                           |
| modifier                         |                                  |                                  |                                  |                                  |

| Classement général du meilleur néophyte, | Classement général du meilleur néophyte, | Classement général du meilleur néophyte, | Classement général du meilleur néophyte, | Classement général du meilleur néophyte, |
|                                          | Coureur                                  | Pays                                     | Équipe                                   | Temps                                    |
| ---------------------------------------- | ---------------------------------------- | ---------------------------------------- | ---------------------------------------- | ---------------------------------------- |
| 1er                                      | Laurent Fignon                           | France                                   | Renault-Elf                              | en 105 h 7 min 52 s                      |
| 2e                                       | Ángel Arroyo                             | Espagne                                  | Reynolds                                 | + 4 min 4 s                              |
| 3e                                       | Stephen Roche                            | Irlande                                  | Peugeot-Shell-Michelin                   | + 21 min 30 s                            |
| 4e                                       | Robert Millar                            | Royaume-Uni                              | Peugeot-Shell-Michelin                   | + 23 min 29 s                            |
| 5e                                       | Pedro Delgado                            | Espagne                                  | Reynolds                                 | + 25 min 44 s                            |
| 6e                                       | Edgar Corredor                           | Colombie                                 | Colombia-Varta                           | + 26 min 8 s                             |
| 7e                                       | José Patrocinio Jiménez                  | Colombie                                 | Colombia-Varta                           | + 28 min 5 s                             |
| 8e                                       | Eric Caritoux                            | France                                   | Sem-Reydel-Mavic                         | + 52 min 56 s                            |
| 9e                                       | Bernard Gavillet                         | Suisse                                   | Cilo-Aufina                              | + 1 h 21 min 6 s                         |
| 10e                                      | Philippe Leleu                           | France                                   | Wolber-Spidel                            | + 1 h 34 min 8 s                         |
| modifier                                 |                                          |                                          |                                          |                                          |

| Classement des sprints intermédiaires, | Classement des sprints intermédiaires, | Classement des sprints intermédiaires, | Classement des sprints intermédiaires, | Classement des sprints intermédiaires, |
| -------------------------------------- | -------------------------------------- | -------------------------------------- | -------------------------------------- | -------------------------------------- |
|                                        | Coureur                                | Pays                                   | Équipe                                 | Point(s)                               |
| 1er                                    | Sean Kelly                             | Irlande                                | Sem-Reydel-Mavic                       | 151 points                             |
| 2e                                     | Pierre Le Bigaut                       | France                                 | Coop-Mercier-Mavic                     | 77 pts                                 |
| 3e                                     | Laurent Fignon                         | France                                 | Renault-Elf                            | 54 pts                                 |
| 4e                                     | Phil Anderson                          | Australie                              | Peugeot-Shell-Michelin                 | 48 pts                                 |
| 5e                                     | Frits Pirard                           | Pays-Bas                               | Metauro Mobili-Pinarello (es)          | 42 pts                                 |
| 6e                                     | Christian Jourdan                      | France                                 | La Redoute-Motobécane                  | 40 pts                                 |
| 7e                                     | Henk Lubberding                        | Pays-Bas                               | TI-Raleigh-Campagnolo                  | 39 pts                                 |
| 8e                                     | Serge Demierre                         | Suisse                                 | Cilo-Aufina                            | 37 pts                                 |
| 9e                                     | Adri van der Poel                      | Pays-Bas                               | Jacky Aernoudt-Rossin                  | 32 pts                                 |
| 10e                                    | Gilbert Duclos-Lassalle                | France                                 | Peugeot-Shell-Michelin                 | 31 pts                                 |
| modifier                               |                                        |                                        |                                        |                                        |

| Classement combiné | Classement combiné      | Classement combiné | Classement combiné            | Classement combiné |
| ------------------ | ----------------------- | ------------------ | ----------------------------- | ------------------ |
|                    | Coureur                 | Pays               | Équipe                        | Point(s)           |
| 1er                | Laurent Fignon          | France             | Renault-Elf                   | 8 points           |
| 2e                 | Lucien Van Impe         | Belgique           | Metauro Mobili-Pinarello (es) | 7 pts              |
| 3e                 | Sean Kelly              | Irlande            | Sem-Reydel-Mavic              | 5 pts              |
| 4e                 | Ángel Arroyo            | Espagne            | Reynolds                      | 4 pts              |
| 5e                 | José Patrocinio Jiménez | Colombie           | Colombia-Varta                | 4 pts              |
| 6e                 | Frits Pirard            | Belgique           | Metauro Mobili-Pinarello (es) | 4 pts              |
| 7e                 | Robert Millar           | Royaume-Uni        | Peugeot-Shell-Michelin        | 3 pts              |
| 8e                 | Peter Winnen            | Pays-Bas           | TI-Raleigh-Campagnolo         | 3 pts              |
| 9e                 | Gilbert Glaus           | Suisse             | Cilo-Aufina                   | 2 pts              |
| 10e                | Pedro Delgado           | Espagne            | Reynolds                      | 2 pts              |
| modifier           |                         |                    |                               |                    |

| Classement de la combativité | Classement de la combativité | Classement de la combativité | Classement de la combativité | Classement de la combativité |
| ---------------------------- | ---------------------------- | ---------------------------- | ---------------------------- | ---------------------------- |
|                              | Coureur                      | Pays                         | Équipe                       | Point(s)                     |
| 1er                          | Serge Demierre               | Suisse                       | Cilo-Aufina                  | 38 points                    |
| 2e                           | Christian Jourdan            | France                       | La Redoute-Motobécane        | 33 pts                       |
| 3e                           | Pierre Le Bigaut             | France                       | Coop-Mercier-Mavic           | 26 pts                       |
| modifier                     |                              |                              |                              |                              |

| Classement par équipes, | Classement par équipes, | Classement par équipes, | Classement par équipes, |
|                         | Équipe                  | Pays                    | Temps                   |
| ----------------------- | ----------------------- | ----------------------- | ----------------------- |
| 1re                     | TI-Raleigh-Capagnolo    | Pays-Bas                | en 322 h 39 min 7 s     |
| 2e                      | Coop-Mercier-Mavic      | France                  | + 4 min 2 s             |
| 3e                      | Peugeot-Shell-Michelin  | France                  | + 9 min 3 s             |
| 4e                      | Renault-Elf             | France                  | + 36 min 39 s           |
| 5e                      | Sem-Reydel-Mavic        | France                  | + 40 min 13 s           |
| 6e                      | Wolber-Spidel           | France                  | + 1 h 1 min 36 s        |
| 7e                      | Reynolds                | Espagne                 | + 1 h 19 min 11 s       |
| 8e                      | La Redoute-Motobécane   | France                  | + 1 h 56 min 48 s       |
| 9e                      | Cilo-Aufina             | Suisse                  | + 2 h 4 min 47 s        |
| 10e                     | Colombia-Varta          | Colombie                | + 2 h 9 min 16 s        |
| modifier                |                         |                         |                         |

| Classement par équipes par points, | Classement par équipes par points, | Classement par équipes par points, | Classement par équipes par points, | Classement par équipes par points, |
|                                    | Équipes                            | Pays                               |                                    | Point(s)                           |
| ---------------------------------- | ---------------------------------- | ---------------------------------- | ---------------------------------- | ---------------------------------- |
| 1re                                | TI-Raleigh-Campagnolo              | Pays-Bas                           |                                    | 1 008                              |
| 2e                                 | La Redoute-Motobécane              | France                             |                                    | 1 201                              |
| 3e                                 | Renault-Elf                        | France                             |                                    | 1 207                              |
| 4e                                 | Peugeot-Shell-Michelin             | France                             |                                    | 1 293                              |
| 5e                                 | Sem-Reydel-Mavic                   | France                             |                                    | 1 308                              |
| 6e                                 | Coop-Mercier-Mavic                 | France                             |                                    | 1 434                              |
| 7e                                 | Wolber-Spidel                      | France                             |                                    | 1 694                              |
| 8e                                 | Reynolds                           | Espagne                            |                                    | 1 882                              |
| 9e                                 | Boule d'Or-Sunair-Colnago          | Belgique                           |                                    | 2 295                              |
| 10e                                | Cilo-Aufina                        | Suisse                             |                                    | 2 290                              |
| modifier                           |                                    |                                    |                                    |                                    |

### Évolution des classements
| Étape              | Vainqueur           | Classement général  | Classement par points | Classement de la montagne | Classement du meilleur néophyte | Classement des sprints intermédiaires | Grand Prix TF1          | Prix de la combativité  | Classement par équipes au temps | Classement par équipes aux points |
| ------------------ | ------------------- | ------------------- | --------------------- | ------------------------- | ------------------------------- | ------------------------------------- | ----------------------- | ----------------------- | ------------------------------- | --------------------------------- |
| P                  | Eric Vanderaerden   | Eric Vanderaerden   | Eric Vanderaerden     | Non décerné               | Eric Vanderaerden               | Non décerné                           | Non décerné             | Non décerné             | Peugeot-Shell-Michelin          | Peugeot-Shell-Michelin            |
| 1                  | Frits Pirard        | Eric Vanderaerden   | Frits Pirard          | Gilbert Duclos-Lassalle   | Eric Vanderaerden               | Eric Vanderaerden                     | Non décerné             | Pierre Le Bigaut        | Peugeot-Shell-Michelin          | Renaud-Elf                        |
| 2                  | Coop-Mercier-Mavic  | Jean-Louis Gauthier | Frits Pirard          | Gilbert Duclos-Lassalle   | Claude Moreau                   | Eric Vanderaerden                     | Pascal Jules            | Non décerné             | Coop-Mercier-Mavic              | Renaud-Elf                        |
| 3                  | Rudy Matthijs       | Kim Andersen        | Eric Vanderaerden     | Gilbert Duclos-Lassalle   | Claude Moreau                   | Eric Vanderaerden                     | Pascal Jules            | Rudy Matthijs           | Coop-Mercier-Mavic              | Renaud-Elf                        |
| 4                  | Serge Demierre      | Kim Andersen        | Eric Vanderaerden     | Gilbert Duclos-Lassalle   | Eric Vanderaerden               | Eric Vanderaerden                     | Gilbert Duclos-Lassalle | Serge Demierre          | Coop-Mercier-Mavic              | Renaud-Elf                        |
| 5                  | Dominique Gaigne    | Kim Andersen        | Eric Vanderaerden     | Gilbert Duclos-Lassalle   | Eric Vanderaerden               | Eric Vanderaerden                     | Gilbert Duclos-Lassalle | Éric Dall'Armellina     | Coop-Mercier-Mavic              | Renaud-Elf                        |
| 6                  | Bert Oosterbosch    | Kim Andersen        | Eric Vanderaerden     | Gilbert Duclos-Lassalle   | Eric Vanderaerden               | Eric Vanderaerden                     | Gilbert Duclos-Lassalle | Non décerné             | Coop-Mercier-Mavic              | Renaud-Elf                        |
| 7                  | Riccardo Magrini    | Kim Andersen        | Eric Vanderaerden     | Gilbert Duclos-Lassalle   | Eric Vanderaerden               | Eric Vanderaerden                     | Gilbert Duclos-Lassalle | Bernard Vallet          | Coop-Mercier-Mavic              | La Redoute-Motobécane             |
| 8                  | Bert Oosterbosch    | Kim Andersen        | Sean Kelly            | Gilbert Duclos-Lassalle   | Eric Vanderaerden               | Sean Kelly                            | Kim Andersen            | Henk Lubberding         | Coop-Mercier-Mavic              | La Redoute-Motobécane             |
| 9                  | Philippe Chevallier | Sean Kelly          | Sean Kelly            | Gilbert Duclos-Lassalle   | Stephen Roche                   | Sean Kelly                            | Gilbert Duclos-Lassalle | Philippe Chevallier     | Coop-Mercier-Mavic              | La Redoute-Motobécane             |
| 10                 | Robert Millar       | Pascal Simon        | Sean Kelly            | José Patrocinio Jiménez   | Laurent Fignon                  | Sean Kelly                            | José Patrocinio Jiménez | José Patrocinio Jiménez | Peugeot-Shell-Michelin          | La Redoute-Motobécane             |
| 11                 | Régis Clère         | Pascal Simon        | Sean Kelly            | José Patrocinio Jiménez   | Laurent Fignon                  | Sean Kelly                            | José Patrocinio Jiménez | Joaquim Agostinho       | Peugeot-Shell-Michelin          | La Redoute-Motobécane             |
| 12                 | Kim Andersen        | Pascal Simon        | Sean Kelly            | José Patrocinio Jiménez   | Laurent Fignon                  | Sean Kelly                            | José Patrocinio Jiménez | Adrie van der Poel      | Peugeot-Shell-Michelin          | La Redoute-Motobécane             |
| 13                 | Henk Lubberding     | Pascal Simon        | Sean Kelly            | Robert Millar             | Laurent Fignon                  | Sean Kelly                            | Pascal Simon            | Régis Clère             | Coop-Mercier-Mavic              | TI-Raleigh-Campagnolo             |
| 14                 | Pierre Le Bigaut    | Pascal Simon        | Sean Kelly            | Robert Millar             | Laurent Fignon                  | Sean Kelly                            | Sean Kelly              | Pierre Le Bigaut        | Coop-Mercier-Mavic              | TI-Raleigh-Campagnolo             |
| 15                 | Ángel Arroyo        | Pascal Simon        | Sean Kelly            | José Patrocinio Jiménez   | Laurent Fignon                  | Sean Kelly                            | Sean Kelly              | Non décerné             | Coop-Mercier-Mavic              | TI-Raleigh-Campagnolo             |
| 16                 | Michel Laurent      | Pascal Simon        | Sean Kelly            | José Patrocinio Jiménez   | Laurent Fignon                  | Sean Kelly                            | Sean Kelly              | Michel Laurent          | Coop-Mercier-Mavic              | TI-Raleigh-Campagnolo             |
| 17                 | Peter Winnen        | Laurent Fignon      | Sean Kelly            | Lucien Van Impe           | Laurent Fignon                  | Sean Kelly                            | Pedro Delgado           | Christian Jourdan       | Coop-Mercier-Mavic              | TI-Raleigh-Campagnolo             |
| 18                 | Jacques Michaud     | Laurent Fignon      | Sean Kelly            | Lucien Van Impe           | Laurent Fignon                  | Sean Kelly                            | Laurent Fignon          | Ángel Arroyo            | Coop-Mercier-Mavic              | TI-Raleigh-Campagnolo             |
| 19                 | Lucien Van Impe     | Laurent Fignon      | Sean Kelly            | Lucien Van Impe           | Laurent Fignon                  | Sean Kelly                            | Lucien Van Impe         | Non décerné             | Coop-Mercier-Mavic              | TI-Raleigh-Campagnolo             |
| 20                 | Philippe Leleu      | Laurent Fignon      | Sean Kelly            | Lucien Van Impe           | Laurent Fignon                  | Sean Kelly                            | Lucien Van Impe         | Philippe Leleu          | Coop-Mercier-Mavic              | TI-Raleigh-Campagnolo             |
| 21                 | Laurent Fignon      | Laurent Fignon      | Sean Kelly            | Lucien Van Impe           | Laurent Fignon                  | Sean Kelly                            | Laurent Fignon          | Non décerné             | TI-Raleigh-Campagnolo           | TI-Raleigh-Campagnolo             |
| 22                 | Gilbert Glaus       | Laurent Fignon      | Sean Kelly            | Lucien Van Impe           | Laurent Fignon                  | Sean Kelly                            | Laurent Fignon          | Serge Demierre          | TI-Raleigh-Campagnolo           | TI-Raleigh-Campagnolo             |
| Classements finals | Classements finals  | Laurent Fignon      | Sean Kelly            | Lucien Van Impe           | Laurent Fignon                  | Sean Kelly                            | Laurent Fignon          | Serge Demierre          | TI-Raleigh-Campagnolo           | TI-Raleigh-Campagnolo             |

## Liste des coureurs
La liste ci-dessous présente les coureurs inscrits par numéro de dossard.
| Légende | Légende                                                                    | Légende | Légende                                                    |
| ------- | -------------------------------------------------------------------------- | ------- | ---------------------------------------------------------- |
| Num     | Dossard de départ porté par le coureur sur ce Tour                         | Pos     | Position à l'arrivée de la course                          |
|         | Indique un maillot de champion national ou mondial, suivi de sa spécialité | NP      | Indique un coureur qui n'a pas pris le départ de la course |
| AB      | Indique un coureur qui n'a pas terminé la course                           | HD      | Indique un coureur qui a terminé la course hors des délais |

| Coop-Mercier-Mavic                           | Coop-Mercier-Mavic        | Coop-Mercier-Mavic |
| -------------------------------------------- | ------------------------- | ------------------ |
| Num                                          | Coureur                   | Pos                |
| 1                                            | Joop Zoetemelk (NED)      | 23e                |
| 2                                            | Kim Andersen (DEN)        | 28e                |
| 3                                            | Pierre Bazzo (FRA)        | 21e                |
| 4                                            | Régis Clère (FRA)         | HD-14              |
| 5                                            | Jean-Louis Gauthier (FRA) | 76e                |
| 6                                            | Michel Laurent (FRA)      | AB-17              |
| 7                                            | Pierre Le Bigaut (FRA)    | 32e                |
| 8                                            | Raymond Martin (FRA)      | 43e                |
| 9                                            | Jacques Michaud (FRA)     | 19e                |
| 10                                           | Claude Moreau (FRA)       | 60e                |
| Directeur sportif : Jean-Pierre Danguillaume |                           |                    |

| Renault-Elf                                              | Renault-Elf               | Renault-Elf |
| -------------------------------------------------------- | ------------------------- | ----------- |
| Num                                                      | Coureur                   | Pos         |
| 11                                                       | Bernard Becaas (FRA)      | AB-14       |
| 12                                                       | Charly Bérard (FRA)       | 56e         |
| 13                                                       | Philippe Chevallier (FRA) | 47e         |
| 14                                                       | Lucien Didier (LUX)       | 52e         |
| 15                                                       | Laurent Fignon (FRA)      | 1er         |
| 16                                                       | Dominique Gaigne (FRA)    | 65e         |
| 17                                                       | Pascal Jules (FRA)        | 61e         |
| 18                                                       | Marc Madiot (FRA)         | 8e          |
| 19                                                       | Pascal Poisson (FRA)      | AB-20       |
| 20                                                       | Alain Vigneron (FRA)      | 33e         |
| Directeurs sportifs : Cyrille Guimard et Bernard Quilfen |                           |             |

| TI-Raleigh-Campagnolo                                  | TI-Raleigh-Campagnolo     | TI-Raleigh-Campagnolo |
| ------------------------------------------------------ | ------------------------- | --------------------- |
| Num                                                    | Coureur                   | Pos                   |
| 21                                                     | Johan van der Velde (NED) | AB-18                 |
| 22                                                     | Ludo De Keulenaer (BEL)   | 73e                   |
| 23                                                     | Theo de Rooy (NED)        | 29e                   |
| 24                                                     | Johan Lammerts (NED)      | 72e                   |
| 25                                                     | Henk Lubberding (NED)     | 10e                   |
| 26                                                     | Bert Oosterbosch (NED)    | AB-13                 |
| 27                                                     | Jan Raas (NED)            | AB-4                  |
| 28                                                     | Leo van Vliet (NED)       | AB-10                 |
| 29                                                     | Gerard Veldscholten (NED) | 27e                   |
| 30                                                     | Peter Winnen (NED)        | 3e                    |
| Directeurs sportifs : Peter Post et Jules De Wever (d) |                           |                       |

| Peugeot-Shell-Michelin                               | Peugeot-Shell-Michelin        | Peugeot-Shell-Michelin |
| ---------------------------------------------------- | ----------------------------- | ---------------------- |
| Num                                                  | Coureur                       | Pos                    |
| 31                                                   | Phil Anderson (AUS)           | 9e                     |
| 32                                                   | Jacques Bossis (FRA)          | 62e                    |
| 33                                                   | Bernard Bourreau (FRA)        | 53e                    |
| 34                                                   | Frédéric Brun (FRA)           | 78e                    |
| 35                                                   | Gilbert Duclos-Lassalle (FRA) | 59e                    |
| 36                                                   | Dominique Garde (FRA)         | 40e                    |
| 37                                                   | Hubert Linard (FRA)           | 50e                    |
| 38                                                   | Robert Millar (GBR)           | 14e                    |
| 39                                                   | Stephen Roche (IRL)           | 13e                    |
| 40                                                   | Pascal Simon (FRA)            | AB-17                  |
| Directeurs sportifs : Roland Berland et Roger Legeay |                               |                        |

| Cilo-Aufina                             | Cilo-Aufina                    | Cilo-Aufina |
| --------------------------------------- | ------------------------------ | ----------- |
| Num                                     | Coureur                        | Pos         |
| 41                                      | Beat Breu (SUI)                | 22e         |
| 42                                      | Thierry Bolle (en) (SUI)       | AB-18       |
| 43                                      | Serge Demierre (SUI)           | 71e         |
| 44                                      | Antonio Ferretti (en) (SUI)    | 31e         |
| 45                                      | Bernard Gavillet (SUI)         | 34e         |
| 46                                      | Gilbert Glaus (SUI)            | 85e         |
| 47                                      | Erich Maechler (SUI)           | 84e         |
| 48                                      | Marcel Russenberger (en) (SUI) | 87e         |
| 49                                      | Hubert Seiz (SUI)              | AB-18       |
| 50                                      | Julius Thalmann (SUI)          | 83e         |
| Directeur sportif : Auguste Girard (de) |                                |             |

| Boule d'Or-Sunair-Colnago                                | Boule d'Or-Sunair-Colnago    | Boule d'Or-Sunair-Colnago |
| -------------------------------------------------------- | ---------------------------- | ------------------------- |
| Num                                                      | Coureur                      | Pos                       |
| 51                                                       | Daniel Willems (BEL)         | AB-17                     |
| 52                                                       | Roger De Cnijf (BEL)         | AB-13                     |
| 53                                                       | Guy Janiszewski (BEL)        | 77e                       |
| 54                                                       | Rudy Matthijs (BEL)          | AB-10                     |
| 55                                                       | Noël Segers (BEL)            | AB-10                     |
| 56                                                       | Eugène Urbany (LUX)          | 70e                       |
| 57                                                       | Jan van Houwelingen (NED)    | 80e                       |
| 58                                                       | Patrick Vermeulen (en) (BEL) | HD-10                     |
| 59                                                       | Jan Wijnants (BEL)           | 68e                       |
| 60                                                       | Ludwig Wijnants (BEL)        | 48e                       |
| Directeurs sportifs : Willy Jossart et Walter Verlee (d) |                              |                           |

| Jacky Aernoudt-Rossin                                    | Jacky Aernoudt-Rossin    | Jacky Aernoudt-Rossin |
| -------------------------------------------------------- | ------------------------ | --------------------- |
| Num                                                      | Coureur                  | Pos                   |
| 61                                                       | Hennie Kuiper (NED)      | AB-10                 |
| 62                                                       | Marc Dierickx (BEL)      | 82e                   |
| 63                                                       | Nico Emonds (BEL)        | AB-13                 |
| 64                                                       | Marcel Laurens (BEL)     | 88e                   |
| 65                                                       | René Martens (BEL)       | AB-18                 |
| 66                                                       | Henri Manders (NED)      | 81e                   |
| 67                                                       | Guy Nulens (BEL)         | AB-18                 |
| 68                                                       | Rudy Rogiers (BEL)       | 67e                   |
| 69                                                       | Eric Vanderaerden (BEL)  | NP-10                 |
| 70                                                       | Adrie van der Poel (NED) | 37e                   |
| Directeurs sportifs : Alfred De Bruyne et José De Cauwer |                          |                       |

| La Redoute-Motobécane                                           | La Redoute-Motobécane        | La Redoute-Motobécane |
| --------------------------------------------------------------- | ---------------------------- | --------------------- |
| Num                                                             | Coureur                      | Pos                   |
| 71                                                              | Robert Alban (FRA)           | 5e                    |
| 72                                                              | Laurent Biondi (FRA)         | 79e                   |
| 73                                                              | Johan De Muynck (BEL)        | AB-13                 |
| 74                                                              | Etienne De Wilde (BEL)       | AB-16                 |
| 75                                                              | Guy Gallopin (FRA)           | 86e                   |
| 76                                                              | Pascal Guyot (FRA)           | AB-4                  |
| 77                                                              | Christian Jourdan (FRA)      | 45e                   |
| 78                                                              | Bernard Vallet (FRA)         | 58e                   |
| 79                                                              | Jean-Luc Vandenbroucke (BEL) | 25e                   |
| 80                                                              | Didier Vanoverschelde (FRA)  | 35e                   |
| Directeurs sportifs : Philippe Crépel (d) et Joseph Braeckevelt |                              |                       |

| Wolber-Spidel                                             | Wolber-Spidel                 | Wolber-Spidel |
| --------------------------------------------------------- | ----------------------------- | ------------- |
| Num                                                       | Coureur                       | Pos           |
| 81                                                        | Jean-René Bernaudeau (FRA)    | 6e            |
| 82                                                        | Dominique Arnaud (FRA)        | 26e           |
| 83                                                        | Patrick Bonnet (FRA)          | 38e           |
| 84                                                        | Marc Durant (FRA)             | 30e           |
| 85                                                        | Marc Gomez (FRA)              | NP-4          |
| 86                                                        | Graham Jones (GBR)            | 69e           |
| 87                                                        | Philippe Leleu (FRA)          | 41e           |
| 88                                                        | Jean-François Rodriguez (FRA) | 66e           |
| 89                                                        | Christian Seznec (FRA)        | 20e           |
| 90                                                        | Claude Vincendeau (FRA)       | AB-18         |
| Directeurs sportifs : Marcel Boishardy et Jacky Blanchard |                               |               |

| Sem-Reydel-Mavic                                        | Sem-Reydel-Mavic         | Sem-Reydel-Mavic |
| ------------------------------------------------------- | ------------------------ | ---------------- |
| Num                                                     | Coureur                  | Pos              |
| 91                                                      | Joaquim Agostinho (POR)  | 11e              |
| 92                                                      | René Bittinger (FRA)     | AB-10            |
| 93                                                      | Jonathan Boyer (USA)     | 12e              |
| 94                                                      | Éric Caritoux (FRA)      | 24e              |
| 95                                                      | André Chappuis (FRA)     | AB-18            |
| 96                                                      | Patrick Clerc (FRA)      | 36e              |
| 97                                                      | Éric Dall'Armelina (FRA) | 74e              |
| 98                                                      | Jean-Marie Grezet (SUI)  | HD-14            |
| 99                                                      | Sean Kelly (IRL)         | 7e               |
| 100                                                     | Steven Rooks (NED)       | AB-10            |
| Directeurs sportifs : Jean de Gribaldy et Brick Schotte |                          |                  |

| Splendor-Euro Shop                                           | Splendor-Euro Shop       | Splendor-Euro Shop |
| ------------------------------------------------------------ | ------------------------ | ------------------ |
| Num                                                          | Coureur                  | Pos                |
| 101                                                          | Claude Criquielion (BEL) | 18e                |
| 102                                                          | Ronny Claes (BEL)        | AB-10              |
| 103                                                          | Hendrik Devos (BEL)      | 63e                |
| 104                                                          | Rudy Dhaenens (BEL)      | HD-10              |
| 105                                                          | Paul Haghedooren (BEL)   | 49e                |
| 106                                                          | Eric McKenzie (NZL)      | HD-10              |
| 107                                                          | William Tackaert (BEL)   | AB-3               |
| 108                                                          | Benny Van Brabant (BEL)  | AB-16              |
| 109                                                          | Eric Van De Wiele (BEL)  | AB-3               |
| 110                                                          | Jean-Marie Wampers (BEL) | AB-17              |
| Directeurs sportifs : Albert De Kimpe (d) et Luc Landuyt (d) |                          |                    |

| Metauro Mobili-Pinarello (es)                                   | Metauro Mobili-Pinarello (es) | Metauro Mobili-Pinarello (es) |
| --------------------------------------------------------------- | ----------------------------- | ----------------------------- |
| Num                                                             | Coureur                       | Pos                           |
| 111                                                             | Lucien Van Impe (BEL)         | 4e                            |
| 112                                                             | Pierangelo Bincoletto (ITA)   | AB-17                         |
| 113                                                             | Marco Franceschini (ITA)      | AB-14                         |
| 114                                                             | Marco Groppo (ITA)            | AB-12                         |
| 115                                                             | Louis Luyten (en) (BEL)       | AB-4                          |
| 116                                                             | Riccardo Magrini (ITA)        | AB-10                         |
| 117                                                             | Nedo Pinori (ITA)             | HD-14                         |
| 118                                                             | Frits Pirard (NED)            | 42e                           |
| 119                                                             | Ole Kristian Silseth (NOR)    | AB-3                          |
| 120                                                             | Alfio Vandi (ITA)             | 39e                           |
| Directeurs sportifs : Roberto Poggiali et Mauro Battaglini (it) |                               |                               |

| Colombia-Varta                                                     | Colombia-Varta                | Colombia-Varta |
| ------------------------------------------------------------------ | ----------------------------- | -------------- |
| Num                                                                | Coureur                       | Pos            |
| 121                                                                | Alfonso Flórez (COL)          | AB-10          |
| 122                                                                | Samuel Cabrera (COL)          | 57e            |
| 123                                                                | Fabio Casas (en) (COL)        | AB-11          |
| 124                                                                | Edgar Corredor (COL)          | 16e            |
| 125                                                                | José Patrocinio Jiménez (COL) | 17e            |
| 126                                                                | Cristóbal Pérez (COL)         | AB-8           |
| 127                                                                | Alfonso López (es) (COL)      | 64e            |
| 128                                                                | Abelardo Ríos (COL)           | 44e            |
| 129                                                                | Julio Alberto Rubiano (COL)   | AB-11          |
| 130                                                                | Rafael Tolosa (es) (COL)      | AB-5           |
| Directeurs sportifs : Rubén Darío Gómez et Martín Emilio Rodríguez |                               |                |

| Reynolds                                  | Reynolds                     | Reynolds |
| ----------------------------------------- | ---------------------------- | -------- |
| Num                                       | Coureur                      | Pos      |
| 131                                       | Ángel Arroyo (ESP)           | 2e       |
| 132                                       | Enrique Aja (ESP)            | 75e      |
| 133                                       | Pedro Delgado (ESP)          | 15e      |
| 134                                       | Julián Gorospe (ESP)         | AB-10    |
| 135                                       | Anastasio Greciano (ESP)     | 51e      |
| 136                                       | Carlos Hernández Bailo (ESP) | 55e      |
| 137                                       | Jesús Hernández Úbeda (ESP)  | 54e      |
| 138                                       | José Luis Laguía (ESP)       | AB-10    |
| 139                                       | Celestino Prieto (ESP)       | 46e      |
| 140                                       | Jaime Vilamajó (ESP)         | AB-10    |
| Directeur sportif : José Miguel Echavarri |                              |          |